# Церковь Троицы Живоначальной (Белоуша)
Церковь Троицы Живоначальной — действующий православный храм в агрогородке Белоуше Брестской области Беларуси. Памятник ретроспективного русского зодчества.

## История

### Троицкая церковь (XIX век)
Деревянный однопрестольный — во имя сошествия Святого Духа приходский храм с отдельностоящей колокольней был построен в 1833 году. Трёхкупольная церковь в плане имела крестообразный вид, гонтовую кровлю и трёхъярусное расположение окон с общей внутренней площадью 17 квадратных саженей (≈ 77 м²). Солея возвышалась на 1/4 аршина (≈ 18 см), за которой находились клиросы. Имела пятиярусный иконостас с колоннами, карнизами и рамами, украшенными деревянной резьбою, с 36 иконами. Ризница находилась в алтаре. Церковь не отапливалась. При пожаре 1866 года сгорели часть церковного архива и метрических книг. В приход кроме самого села входили две деревни: Маньковичи и Отвержичи. Согласно описанию приходов и церквей Минской епархии храм в 1879 году ещё существовал.

### Новая Троицкая церковь
Новый храм с колокольней в то же именование был построен на средства прихожан и освящён в 1906 году. Деревянное здание на каменном фундаменте устроено на месте прежней церкви при участии архитектора В. В. Струева. Храм никогда не закрывался.
25 июня 2001 года храм посетил святейший патриарх Алексий II.

#### Архитектура
Над притвором — восьмериковая шатровая колокольня с главкой. Прямоугольные срубы апсиды и трапезной более низкие. Над апсидой — многоскатная крыша с луковичной главкой в центре. Оконные проёмы прямоугольные. Три входа в церковь оформлены крылечками с островерхими крышами. В декоративной пластике церкви преобладают остроугольные формы. Фасады горизонтально ошалёваны. Интерьер основного объёма двухсветный. Восьмерик барабана опирается на консольно-балочные паруса. В остальных объёмах потолки плоские подшивные.
Церковь — памятник эклектичной архитектуры.